# Revolta Irmandiña

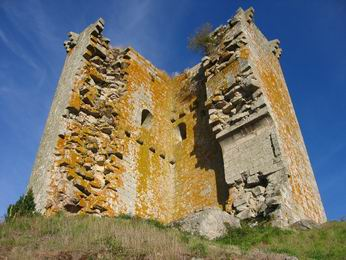
Castell de Sandiás. Destruït pels irmandiños en 1467.

La Revolta Irmandiña, Revolta Hermandina o guerres Irmandiñas, són una sèrie de revoltes que van tenir lloc durant la segona meitat del segle xv a Galícia contra l'opressió senyorial. A pesar d'haver-se annexionat a la Corona de Castella en 1037, amb la unió dinàstica entre els regnes de Lleó i Castella, el regne de Galícia seguia conservant una acusada personalitat, caracteritzada pel gran pes rural en l'estructura econòmica i per l'enorme influència nobiliaria, tant laica com eclesiàstica, en la vida del regne; així com una situació de relatiu aïllament respecte als assumptes castellans, fomentat per la noblesa. Aquesta noblesa (els Ossório a Monforte de Lemos i Sarria, els Andrade a Pontedeume, els Moscoso a Vimianzo, els Sarmento, els Ulloa, els Soutomaior...) cometia nombrosos abusos que anaven des del patrocini del bandolerisme senyorial fins a l'increment desorbitat de la pressió fiscal. La pagesia va ser la víctima més acusada dels abusos senyorials i, per tant, va protagonitzar diverses revoltes contra la noblesa. Les més importants foren:
- La "Irmandade Fusquenlla", en contra sobretot dels senyors episcopals.
- La "Gran guerra Irmandiña".

## Irmandade Fusquenlla
La "Irmandade Fusquenlla" (Germanor Fusquenlla) es va formar en l'any 1431, en les terres del senyor d'Andrade, per l'extrema duresa amb la qual Nuno Freire de Andrade, "o Malo", tractava als seus vassalls. La revolta es va iniciar a les comarques de Pontedeume i Betanzos i es va expandir pels bisbats de Lugo i Mondoñedo i fins i tot l'arquebisbat de Santiago de Compostel·la. Roi Xordo, un gentilhome de baixa estirp de La Corunya, va dirigir les tropes de la "Irmandade Fusquenlla". Va morir en la repressió posterior a la derrota irmandiña (1435).

## Gran Guerra Irmandiña
La "Gran Guerra Irmandiña" va tenir lloc entre els anys 1467 i 1469. Els preparatius per a la formació d'una Irmandade Xeral (germanor general) van començar en els anys anteriors per part d'Alonso de Lanzós i amb el suport de diversos ajuntaments (La Corunya, Betanzos, Ferrol, Lugo); que van actuar com a motors inicials del moviment. En aquest cas, la revolta irmandiña va ser una autèntica guerra civil per la participació social que va tenir. Anys consecutius de males collites i pestes van provocar una revolta popular. Segons els testimonis del judici Tavera-Fonseca, els irmandiños comptarien amb uns 80.000 efectius.
En l'organització i direcció de la guerra irmandiña van participar diversos grups socials: camperols, gents de ciutats, baixa noblesa, hidalguia i fins i tot membres del clergat (diversos membres de l'estructura eclesiàstica van donar suport econòmicament als irmandiños). Els caps del moviment pertanyien a la baixa noblesa (gentilhomes). Pedro de Osório va actuar en el centre de Galícia, sobretot en la zona compostelana, Alonso de Lanzós va dirigir la revolta en la zona nord de Galícia i Diego de Lemos va dirigir les accions irmandiñas en el sud de les províncies de Lugo i nord d'Ourense. L'auge del moviment irmandiño va ser possible per l'existència del que l'estudiós Carlos Fangs va cridar "mentalitat justiciera i antisenyorial" de la societat gallega baixmedieval, que rebutjava les injustícies comeses pels senyors, considerats popularment com uns "malfactors". Els enemics dels irmandiños van ser fonamentalment nobles laics, amos de castells i fortaleses i ordinaris de les principals esglésies i monestirs. Els irmandiños van destruir al voltant de 130 castells i fortaleses durant els dos anys de la guerra irmandiña.
Els llinatges Lemos, Andrade i Moscoso van ser el blanc preferit dels irmandiños. Els irmandiños, per contra, no van atacar als eclesiàstics. En un primer moment part de la noblesa que va sofrir la ira dels irmandiños va fugir a Portugal o Castella. El 1469, Pedro Madruga inicia des de Portugal l'atac feudal, amb el suport d'altres nobles i de les forces de l'arquebisbe de Santiago de Compostel·la. Les tropes feudals, comptant amb una millor maquinària de guerra (les tropes de Pedro Madruga usaven moderns arcabussos), van vèncer als irmandiños, arrestant i matant als seus líders. La victòria de les tropes de Pedro Madruga es va produir en comptar amb el suport dels reis de Castella i Portugal, a més de la divisió de les forces irmandiñas.